# 일상계
일상계(일본어: 日常系 にちじょうけい[*]), 또는 공기계(일본어: 空気系 くうきけい[*])나 일상물(日常物)은 일본에서 2000년대 후반부터 이른바 세카이계에서 파생된 것으로 여겨지는 만화-애니메이션 장르이다. 이야기의 전개에 있어 큰 사건이나 대립이 없이 여성들의 커뮤니케이션을 중심으로 한다는 특징을 가지고 있다.

## 정의와 유래
마에지마의 〈세카이계란 무엇인가〉는 공기계라는 이름이 2006년부터 생겨난 것으로 설명하고 있다. 마에지마는 일반적인 장애나 극복, 시련을 통한 성장의 서사가 없는 것을 일상계의 특징으로 제시하였다. 2011년 일상계 애니메이션에 대해 다룬 키네마슌보 영화종합연구소는 일상계를 ‘젊은 여자들이 느긋하게 일상을 도도히 그리는 타입의 작품’으로 정의하였다.
코-모리 켄타로- (小森健太朗)는 ‘2011년 텔레비전 아니메와 미스테리한 병행관계’라는 제목의 글에서 〈아즈망가 대왕〉,〈딸기 마시마로〉, 〈히다마리 스케치〉, 〈미나미가〉, 〈러키☆스타〉, 〈A채널〉, 〈유루유리〉, 〈케이온!〉이라는 사례를 ‘공기계’로서 지적한 이후, 다섯 가지의 공통점을 언급하였다. 이러한 공통점을 분석한 결과, 연애·목표·진학 등 시간을 느끼게 하는 요소가 없거면서 ‘시간의 배제’가 이뤄지고 있다고 주장했다.  우노 츠네히로도 《제로년대의 상상력》 등의 서적을 통해 일상계의 발생 원인을 커뮤니케이션 자체가 목적이 되어 버리고 있는 스토리텔링으로 지적하면서, 이를 2000년대 초반에 나온 영화인 《워터 보이즈》나 《린다 린다 린다》와 대조하여 보고 있다. 우노는 이 작품들이 클럽 활동을 소재로 하고 있지만, 기존의 작품들과 달리 경기나 성적이 아닌 ‘청춘’ 그 자체를 목적화하고 있다고 지적하고 있으며, 따라서 ‘공기계’가 세카이계의 연장선상에 불과하다는 평가를 내리고 있다. 또한 일상계 만화 - 애니메이션과 이를 나중에 실사화한 TV 드라마나 영화를 비교했을 때, 만화 - 애니메이션에서는 남성 캐릭터가 배제되어 있는 이른바 호모소셜 현상이 나타나고 있다고 지적하면서, 애니메이션 작품들이 모에를 적극적으로 채택하여 사실상의 포르노그래피로 작용하는 것은 아닌지 지적하고 있다.
대한민국에서는 공기계라는 단어가 다른 한자(空機械나 空氣系, 空氣界 등)과 겹치는 이유가 있어, 일상계나 일상물이라는 단어를 사용하고 있다.

## 일상계의 변천

### 2000년대 전반까지
일상계 애니메이션의 첫 작품으로 흔히 아즈마 키요히코 만화가가 그린 네컷만화인 《아즈망가 대왕》(만화 1999년~2002년, 애니 2002년 2 · 3분기) 이 꼽힌다. 일본 평론가들은 이 작품을 통해 일상계의 문법이 완성되었다고 평가하며, 이 작품을 일상계의 주춧돌로 표현하기도 한다. 비슷한 시기에 창작된 아마노 코즈에 만화가의《ARIA》(만화 2001~2008년, 애니 2005년~208년) 또한 당시에는 치유계 애니메이션으로 분류되었지만, 일상계 작품과 경쟁의 부재, 여성 캐릭터들간의 소통이라는 중요한 공통점을 공유하고 있다. 또한 우노 츠네히로는 타카하시 루미코의 《시끌별 녀석들》또한 아즈망가 대왕의 형성에 도움을 주었을 것이라고 지적한다.
한편 2003년 연재가 시작돼 2006년부터 쿄토애니메이션에서 애니화해 큰 인기를 모은 《스즈미야 하루히 시리즈》는 세계게로 구분되지만, 우노 츠네히로는 애니메이션화 과정에서 일상계와 비슷한 서사 방식을 채택한 점을 들어 일상계의 성격 또한 가지고 있는 작품으로 평가하고 있다.

### 2000년대 후반
일상계가 본격적인 아니메 장르로서 자리잡은 것은 2007년이라고 할 수 있다. 이 해에 《히다마리 스위치》와 함께 쿄토애니메이션의 후속작인《러키☆스타》가 동시에 방영되었기 때문이다.
특히 《러키☆스타》는 방영 즉시 촬영 배경지였던 와시노미야를 관광지로 만들어 콘텐츠 관광 현상을 불러일으키는데 기여하기도 했다.

## 참고 문헌
- 마에지마, 사토시 (2016). 《세카이계란 무엇인가: 에반게리온 이후 오타쿠 문화의 역사》. 워크라이프. ISBN 979-11-957395-1-6., 前島賢 (2016). 《セカイ系とは何か: ポスト・エヴァのオタク史》 (일본어). ソフトバンククリエイティブ. ISBN 9784797357165.에서 번역
- キネマ旬報映画総合研究所 (2011). 《“日常系アニメ”ヒットの法則》. キネ旬総研エンタメ叢書 (일본어). キネマ旬報社. ISBN 978-4-87376-359-0.
- 우노, 츠네히로 (2018). 《젊은 독자를 위한 서브컬처론 강의록》. 워크라이프. ISBN 979-11-957395-5-4., 宇野常寛 (2018). 《若い読者のためのサブカルチャー論講義録》 (일본어). 아사히신문출판. ISBN 9784022514295.에서 번역
- 小森, 健太朗 (2011). 〈二〇一一年テレビアニメ作品とミステリの並行関係〉. 《本格ミステリー･ワールド2012》 (일본어). 南雲堂. ISBN 9784523265030.
- 禧美, 智章 (2017년 8월). “「空気系」と物語―『けいおん！』にみる成長の物語” (PDF). 《立命館文學》 (일본어) (立命館大学人文学会) (652): 1216-1227.